# Ideopsis pseudosimilis
Ideopsis pseudosimilis är en fjärilsart som beskrevs av Van Eecke 1915. Ideopsis pseudosimilis ingår i släktet Ideopsis och familjen praktfjärilar. Inga underarter finns listade i Catalogue of Life.